# Andrij Tkaczuk
Andrij Mykołajowycz Tkaczuk, ukr. Андрій Миколайович Ткачук (ur. 18 listopada 1987 w Żytomierzu, Ukraińska SRR) – ukraiński piłkarz, grający na pozycji pomocnika.

## Kariera piłkarska

### Kariera klubowa
Rozpoczął karierę piłkarską w klubie Polissia Żytomierz. W 2005 przeszedł do Karpat Lwów. Występował najpierw w drugiej drużynie Karpaty-2 Lwów, czasami pojawiając się na boisku w składzie pierwszej drużyny. 7 kwietnia 2006 zadebiutował w koszulce Karpat. Od 2008 piłkarz podstawowej jedenastki. 28 lutego 2013 roku został wypożyczony do Arsenału Kijów. Po zakończeniu sezonu 2012/13 powrócił do Karpat. 1 lipca 2014 przeszedł do Worskły Połtawa. 21 stycznia 2018 został piłkarzem kazachskiego Akżajyka Orał. 26 lipca 2019 zasilił skład Czornomorca Odessa. 26 listopada 2019 opuścił odeski klub.